# モブスターズ
モブスターズ(MOB、Mobsters Entertainment)は、2004年から2016年頃まであった日本のアダルトビデオメーカー。

## 概要
2004年創業。
生中出しを専門にし、ゴムなし、擬似なし、ヤラセなしを宣言する100％ガチンコメーカーとして知られた。
主なシリーズとして、「初めての真正中出し」「真正中出し！」「素人公募中出し」「Gyu!真正中出しラブリーデート」「真正中出し大乱交」「絶叫アクメ真正中出し輪姦パーティー」「お仕置き真正中出し」「真正中出しショータイム」などがある。
男優のとことん浅太郎が出演する「真正中出しプリンセス」及び「真正中出しショータイム」の両シリーズはお笑い要素の強い作品である。ただし、これらお笑い要素のある作品の制作本数は少なくなっていった。
本物の中出しであることを証明するために、「半中半外」と呼ばれる射精方法を考案し、また天井にカメラを設置しての別アングル映像を作品に収録している。当初はこのメーカー独自の特徴であった「半中半外」は現在多くのAVメーカーから模倣されており、また「半中半外」のみならず、モブスターズのコンセプトやキャッチフレーズをそっくりそのまま模倣したメーカー（本中など）も幾つか現れた。
2016年頃まで作品を発売していた。

## 監督
公式HPで、監督が紹介されていた。
- ダークマスター黒川(くろかわ)
- 拷玉(ごうたま)
- 震電YAMAZAKI(しんでんヤマザキ)
- とことん浅太郎
- モトヲ
- ラリー・サコウ
- 踊る！ダンシングタコ吉
- ダイナマイト布施院
- ゴールデンボール金太郎